# Mimoeuphranta diaspora
Mimoeuphranta diaspora är en tvåvingeart som beskrevs av Hardy 1986. Mimoeuphranta diaspora ingår i släktet Mimoeuphranta och familjen borrflugor. Inga underarter finns listade i Catalogue of Life.